# Jyske mesterskab 1929-30 (fodbold)
Det jyske mesterskab i fodbold 1929-30 var den 32. udgave af turneringen om det jyske mesterskab i fodbold for herrer organiseret af Jydsk Boldspil-Union. AaB vandt turneringen for syvende gang og tangerede dermed AGFs rekord for flest tiler. Vinderen af turneringen kvalificerede sig til Provinsmesterskabsturneringen 1929-30.
Det bedste hold i hver af de to kredse, som ikke i forvejen spillede i Danmarksturneringen, kvalificerede sig til Oprykningsserien 1930-31. Det blev Aalborg Freja og Esbjerg fB, der kvalificerede sig, idet Horsens fS og AaB allerede spillede i Danmarksturneringen.
Nr. seks i hver af de to kredse spillede en kvalifikationskamp mod finalisterne fra JBUs A-række. Efter otte sæsoner i den jyske mesterskabsrække blev det Viborg FF, som rykkede ned, efter at have tabt til AIA fra Aarhus.

## JBUs Mesterskabsrække

### Nordkredsen
AaB deltog samtidig i Mesterskabsserien 1929-30 og AGF i Oprykningsserien 1929-30.

| Pos | Hold              | K  | V | U | T | M+ | M- | MR    | P  | Kvalifikation eller nedrykning               |
| --- | ----------------- | -- | - | - | - | -- | -- | ----- | -- | -------------------------------------------- |
| 1   | AaB (M)           | 10 | 8 | 0 | 2 | 38 | 19 | 2,000 | 16 | Kvalifikation til finale                     |
| 2   | Aalborg Freja     | 10 | 6 | 1 | 3 | 22 | 19 | 1,158 | 13 | Kvalifikation til Oprykningsserien 1930-31   |
| 3   | AGF               | 10 | 6 | 1 | 3 | 23 | 16 | 1,438 | 13 |                                              |
| 4   | Randers Freja (O) | 10 | 5 | 2 | 3 | 24 | 23 | 1,043 | 12 |                                              |
| 5   | Aalborg Chang     | 10 | 3 | 0 | 7 | 25 | 30 | 0,833 | 6  |                                              |
| 6   | Viborg FF         | 10 | 1 | 0 | 9 | 11 | 37 | 0,297 | 2  | Kvalifikation til Op- og nedrykningsslutspil |

1. 1 2  Aalborg Freja sluttede foran AGF, da Freja var bedst i indbyrdes opgør (4-1 og 4-0). AGF rykkede dog op i den landsdækkende Mesterskabsserien 1930-31 efter at have vundet Oprykningsserien 1929-30

### Sydkredsen
Horsens fS deltog samtidig i Mesterskabsserien 1929-30 og Esbjerg fB i Oprykningsserien 1929-30.

| Pos | Hold          | K  | V | U | T | M+ | M- | MR    | P  | Kvalifikation eller nedrykning               |
| --- | ------------- | -- | - | - | - | -- | -- | ----- | -- | -------------------------------------------- |
| 1   | Horsens fS    | 10 | 8 | 0 | 2 | 52 | 20 | 2,600 | 16 | Kvalifikation til finale                     |
| 2   | Esbjerg fB    | 10 | 5 | 1 | 4 | 37 | 23 | 1,609 | 11 | Kvalifikation til Oprykningsserien 1930-31   |
| 3   | Kolding B     | 10 | 5 | 1 | 4 | 22 | 21 | 1,048 | 11 |                                              |
| 4   | Fredericia BK | 10 | 4 | 2 | 4 | 20 | 28 | 0,714 | 10 |                                              |
| 5   | Vejle BK      | 10 | 4 | 0 | 6 | 19 | 39 | 0,487 | 8  |                                              |
| 6   | Haderslev FK  | 10 | 1 | 2 | 7 | 18 | 37 | 0,486 | 4  | Kvalifikation til Op- og nedrykningsslutspil |

## Finale
Finalen mellem de to kredsvindere blev afgjort over to kampe. For første gang blev der spillet både ude og hjemme i stedet for på neutrale baner.
| 9. juni 1930 |

| AaB                                            | 3 - 0   | Horsens fS |
| ---------------------------------------------- | ------- | ---------- |
| Werner Hedegaard 55', 75' · Axel Willadsen 77' | (0 - 0) |            |

| Aalborg Stadion, Aalborg |

| 15. juni 1930 |

| Horsens fS                                 | 2 - 4   | AaB                                                                                            |
| ------------------------------------------ | ------- | ---------------------------------------------------------------------------------------------- |
| Svend Andersen 8' · Viggo Sørensen 15' 70' | (1 - 2) | Axel Willadsen 17' · Ernst Nielsen 43' · Karlo Dalhoff-Jørgensen 50', str. · Kaj Mølback 75' · |

| Horsens Stadion, Horsens Tilskuere: 2.500 Dommer: Ramsing, Esbjerg |

AaB vandt finalen med fire point mod nul.

## Op- og nedrykningsslutspil
Vinderen af JBU A-rækkens nordkreds, AIA, spillede mod nr. seks fra nordkredsen i JBUs Mesterskabsrække, Viborg FF. Vinderen af JBU A-rækkens sydkreds, Kolding IF, spillede mod nr. seks fra sydkredsen i JBUs Mesterskabsrække, Haderslev FK. I kampen mellem Viborg og AIA skete det usædvanlige, at AIA scorede fire mål på fire minutter.
| 15. juni 1930 |

| Viborg FF                          | 3 - 7   | AIA                                                                                       |
| ---------------------------------- | ------- | ----------------------------------------------------------------------------------------- |
| Hermann Brügmann 43', 60' · ?? 63' | (1 - 6) | Arne Jensen 6', 20', 21', 22' · Folmer Andersen 23 str.', 55 str.' · Arnold Laursen 37' · |

| Randers Stadion, Randers |

AIA rykkede op i Mesterskabsrækkens nordkreds. Viborg FF rykkede ned.
| 16. juni 1930 |

| Haderslev FK | 1 - 1 | Kolding IF |
| ------------ | ----- | ---------- |
|              |       |            |

| Fredericia |

| 22. juni 1930 Omkamp |

| Haderslev FK | 2 - 2 | Kolding IF |
| ------------ | ----- | ---------- |
|              |       |            |

| Sønderborg |

Haderslev forblev i Mesterskabsrækken.

## Øvrige kilder
- Alstrup, Aksel (1950-1953). "JBU-mesterskabernes fordeling". Jysk Fodbold i Fortid og Nutid - Bind 1 & 2. Odense: Jydsk Boldspil-Union, Østergaards Forlag. s. 88-92.